# 高島駅 (北海道)

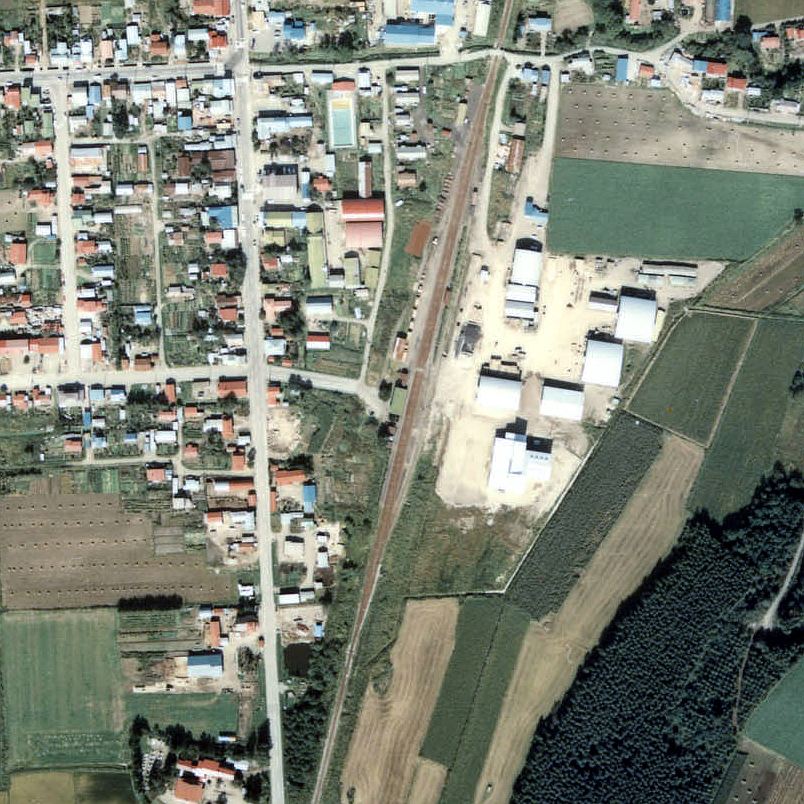
1977年、国鉄池北線時代の高島駅と周囲500 m範囲。上が北見方面。

高島駅（たかしまえき）は、北海道中川郡池田町字高島8-1にあった北海道ちほく高原鉄道ふるさと銀河線の駅である。国鉄・JR北海道池北線時代の電報略号はタカ。事務管理コードは▲110502。

## 歴史

### 年表
- 1910年（明治43年）9月22日：鉄道院網走線池田駅 - 淕別駅間開業にともない開業[3]。一般駅[3]。
- 1911年（明治44年）11月18日：線名改称。池田 - 網走間を網走本線とする。
- 1949年（昭和24年）6月1日：公共企業体である日本国有鉄道に移管。
- 1961年（昭和36年）4月1日：路線の呼称変更により池北線の駅となる[4]。
- 1982年（昭和57年）9月10日：貨物取扱い廃止[5]。
- 1984年（昭和59年）2月1日：荷物取扱い廃止[6]。
- 1987年（昭和62年）4月1日：国鉄分割民営化により北海道旅客鉄道に継承[7]。
- 1989年（平成元年）6月4日：経営移管により、北海道ちほく高原鉄道ふるさと銀河線の駅となる[8][9]。
- 1997年（平成9年）4月1日：無人駅となる[10]。
- 2006年（平成18年）4月21日：ふるさと銀河線廃線により廃止。
- 2008年（平成20年）12月16日：駅舎解体。今後は記念公園となる予定。

1933年（昭和8年）から1941年（昭和16年）まで、馬鉄の殖民軌道居辺（おりべ）線が駅前から現・士幌町下居辺に至る18.8kmに渡って運用されていたが、開通と同時期に下居辺が池田町から士幌町へ分村編入したために利用者が年々減り、1941年4月に下居辺地域内の軌道は池田町境界まで撤去された。残された軌道の運用実態は不明。1949年（昭和24年）に廃止された。

### 駅名の由来
当地はかつてアイヌ語で「ペッポ（pet-po）」（小川）と呼ばれていたが、現在の池田町の開拓がはじまった1896年（明治29年）に、高島嘉右衛門（実業家・高島易断創始者）が同地に農場を設置した。その後、敷地内に駅を設置したため「高島駅」となり、地名化した。

## 駅構造
2面2線の相対式ホームと駅舎を持つ地上駅。2つのホームは向かい合っておらず、ずれた位置にある。廃止時は無人駅であった。

## 駅周辺
- 北海道道496号下居辺高島停車場線
- 池田町役場高島支所
- 池田警察署高島駐在所
- 十勝高島郵便局
- 十勝バス「高島」停留所

## 駅跡
駅舎・ホームは撤去されたが駅前にあった樹木（ヤマモミジ）は保存され、レール及び国鉄仕様・ふるさと銀河線仕様の駅名標がモニュメントとして置かれている。

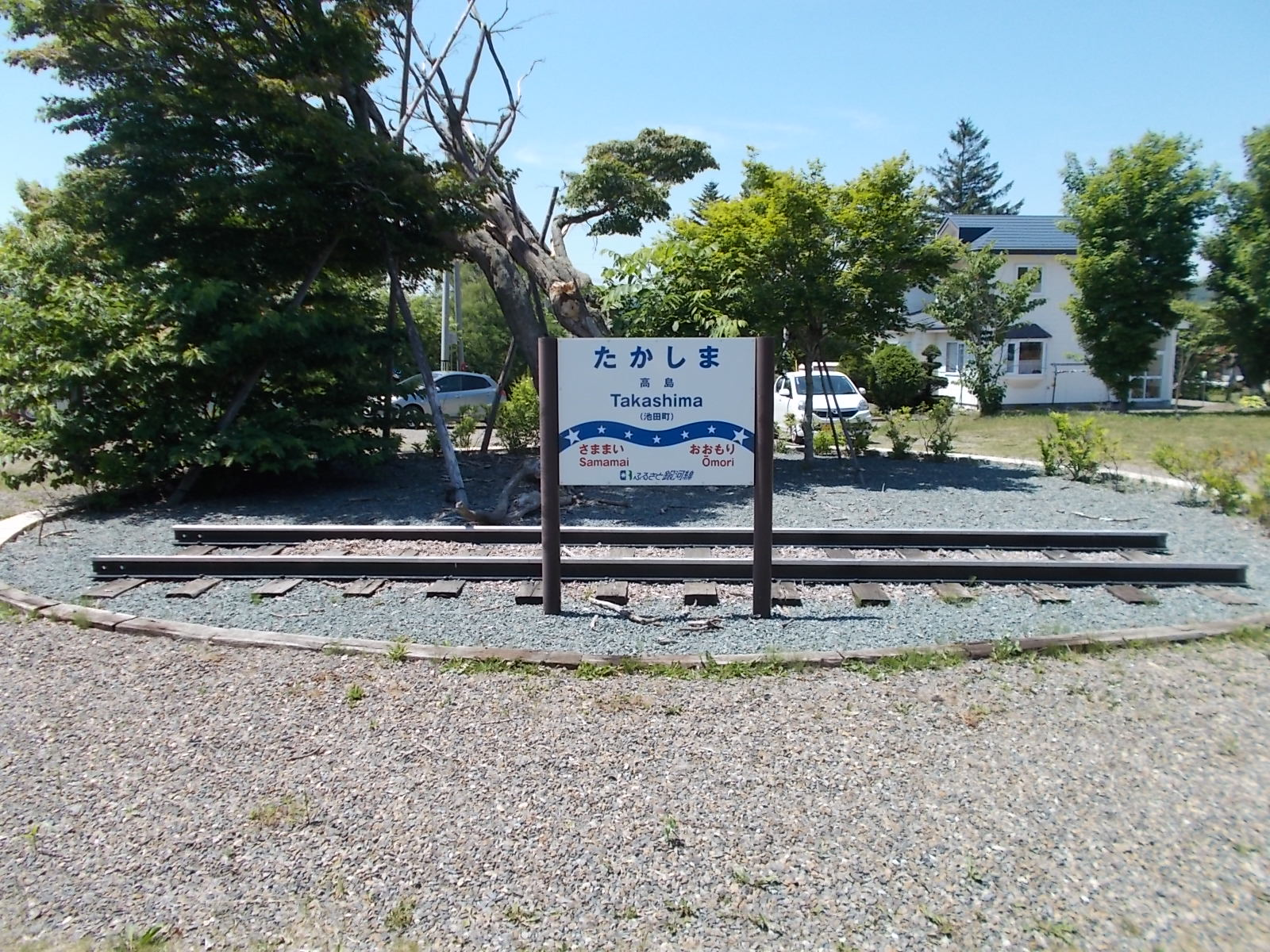
駅舎側ホーム跡より
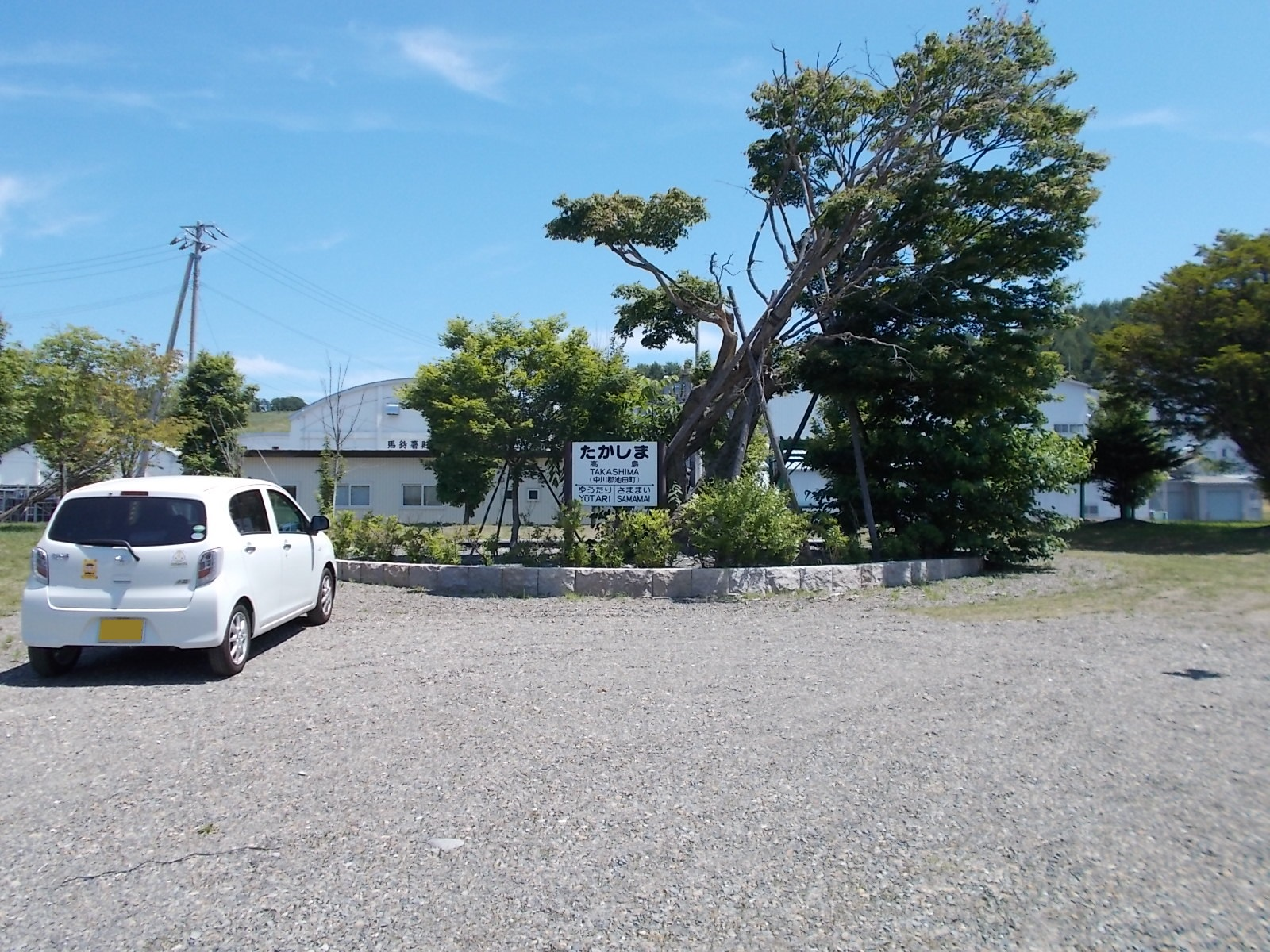
駅前正面より

## 隣の駅
北海道ちほく高原鉄道
ふるさと銀河線
様舞駅 - 高島駅 - 大森駅